# Saint-Philip (Antigua-et-Barbuda)
Saint-Philip est l'une des six paroisses d'Antigua-et-Barbuda. Son chef-lieu est Free Town.
Avec une population ne s'élevant qu'à 3 500 habitants, Saint-Philip demeure la paroisse la moins peuplée du pays.